# Municipio de Tulare
El municipio de Tulare (en inglés: Tulare Township) es un municipio ubicado en el condado de Spink en el estado estadounidense de Dakota del Sur. En el año 2010 tenía una población de 48 habitantes y una densidad poblacional de 0,52 personas por km².

## Geografía
El municipio de Tulare se encuentra ubicado en las coordenadas 44°46′24″N 98°31′7″O / 44.77333, -98.51861. Según la Oficina del Censo de los Estados Unidos, el municipio tiene una superficie total de 92.11 km², de la cual 87,56 km² corresponden a tierra firme y (4,94 %) 4,55 km² es agua.

## Demografía
Según el censo de 2010, había 48 personas residiendo en el municipio de Tulare. La densidad de población era de 0,52 hab./km². De los 48 habitantes, el municipio de Tulare estaba compuesto por el 93,75 % blancos, el 2,08 % eran amerindios y el 4,17 % eran de una mezcla de razas. Del total de la población el 0 % eran hispanos o latinos de cualquier raza.